# Kiefernring
Kiefernring ist ein Wohnplatz der Stadt Mittenwalde im Landkreis Dahme-Spreewald in Brandenburg. Der Wohnplatz liegt südlich des Stadtzentrums und dort nördlich des Ortsteils Töpchin an der Landstraße 743, die in diesem Bereich von Norden kommend in südlicher Richtung als Märkische Straße verläuft. Nördlich schließt sich der weitere Wohnplatz Töpchin-Siedlung an. Im Südosten liegen die Töpchiner Seen.